# Diócesis de Mbaïki
La diócesis de Mbaïki (en latín: Dioecesis Mbaikiensis y en francés: Diocèse de Mbaïki) es una circunscripción eclesiástica de la Iglesia católica en la República Centroafricana. Se trata de una diócesis latina, sufragánea de la arquidiócesis de Bangui. Desde el 10 de marzo de 2021 su obispo es Jesús Ruiz Molina, de los Combonianos.

## Territorio y organización
La diócesis tiene 26 225 km² y extiende su jurisdicción sobre los fieles católicos de rito latino residentes en la prefectura de Lobaye.
La sede de la diócesis se encuentra en la ciudad de Mbaïki, en donde se halla la Catedral de Santa Juana de Arco.
En 2021 en la diócesis existían 10 parroquias.
La mitad de su población necesita ayuda humanitaria para subsistir. Las esperanza de vida está situada en los cincuenta años.

## Historia
La diócesis fue erigida el 10 de junio de 1995 con la bula Ad efficacius del papa Juan Pablo II, obteniendo el territorio de la arquidiócesis de Bangui.

## Estadísticas
Según el Anuario Pontificio 2022 la diócesis tenía a fines de 2021 un total de 134 000 fieles bautizados.
| Año                                                                             | Población            | Población | Población      | Sacerdotes | Sacerdotes    | Sacerdotes    | Bautizados por sacerdote | Diáconos permanentes | Religiosos | Religiosos | Parroquias |
| Año                                                                             | Bautizados católicos | Total     | % de católicos | Total      | Clero secular | Clero regular | Bautizados por sacerdote | Diáconos permanentes | Varones    | Mujeres    | Parroquias |
| ------------------------------------------------------------------------------- | -------------------- | --------- | -------------- | ---------- | ------------- | ------------- | ------------------------ | -------------------- | ---------- | ---------- | ---------- |
| 1999                                                                            | 54 641               | 200 000   | 27.3           | 15         | 3             | 12            | 3642                     |                      | 12         | 24         | 10         |
| 2000                                                                            | 54 985               | 200 000   | 27.5           | 15         | 4             | 11            | 3665                     |                      | 12         | 30         | 10         |
| 2001                                                                            | 55 835               | 200 000   | 27.9           | 19         | 5             | 14            | 2938                     |                      | 15         | 32         | 10         |
| 2002                                                                            | 55 944               | 200 000   | 28.0           | 17         | 4             | 13            | 3290                     |                      | 15         | 31         | 10         |
| 2003                                                                            | 56 385               | 200 000   | 28.2           | 20         | 4             | 16            | 2819                     |                      | 18         | 31         | 10         |
| 2004                                                                            | 57 987               | 250 000   | 23.2           | 14         | 6             | 8             | 4141                     |                      | 10         | 31         | 10         |
| 2013                                                                            | 53 780               | 246 875   | 21.8           | 15         | 6             | 9             | 3585                     |                      | 11         | 41         | 10         |
| 2016                                                                            | 123 267              | 250 600   | 49.2           | 16         | 8             | 8             | 7704                     |                      | 9          | 37         | 10         |
| 2019                                                                            | 130 000              | 264 300   | 49.2           | 15         | 9             | 6             | 8666                     |                      | 7          | 34         | 10         |
| 2021                                                                            | 134 000              | 272 665   | 49.1           | 21         | 10            | 11            | 6380                     |                      | 11         | 33         | 10         |
| Fuente: Catholic-Hierarchy, que a su vez toma los datos del Anuario Pontificio. |                      |           |                |            |               |               |                          |                      |            |            |            |

## Episcopologio
| Obispo                      | Período                                          |
| --------------------------- | ------------------------------------------------ |
| Guerrino Perin, M.C.C.I.    | 10 de junio de 1995-10 de marzo de 2021 retirado |
| Jesús Ruiz Molina, M.C.C.I. | Desde el 10 de marzo de 2021                     |